# 麥克弗森峰 (奧次地)
70°33′S 159°43′E / 70.550°S 159.717°E
麥克弗森峰（英語：MacPherson Peak）是南極洲的山峰，位於奧次地，屬於烏薩爾普山脈的一部分，海拔高度2,290米，美國地質調查局根據測量和美國海軍拍攝的空中照片繪入地圖，現時由南極條約體系管理。